# 沃特敦 (紐約州鎮)
沃特敦（英語：Watertown）是一個位於美國紐約州傑佛遜縣的鎮。

## 人口
根據2020年美國人口普查的數據，沃特敦的面積為92.70平方千米，當中陸地面積為92.40平方千米，而水域面積為0.30平方千米。當地共有人口5913人，而人口密度為每平方千米64人。